# جمهورية فولتا العليا
جمهورية فولتا العليا (بالفرنسية: République de Haute-Volta)‏ كانت مستعمرة حبيسة في غرب أفريقيا، أنشئت في 11 ديسمبر 1958، باعتبارها مستعمرة تتمتع بالحكم الذاتي داخل المجتمع الفرنسي: جمهورية فولتا العليا (ريبابليك دي هوت فولتا الفرنسية). قبل تحقيق الحكم الذاتي الذي كان الفرنسية فولتا العليا وجزء من الاتحاد الفرنسي. في 5 أغسطس 1960، حصلت على الاستقلال التام عن فرنسا و تم تسميتها بهذا الاسم نسبة لمرور نهر الفولتا في اراضيها (بوركينا فاسو) حاليا.

## نظرة عامة

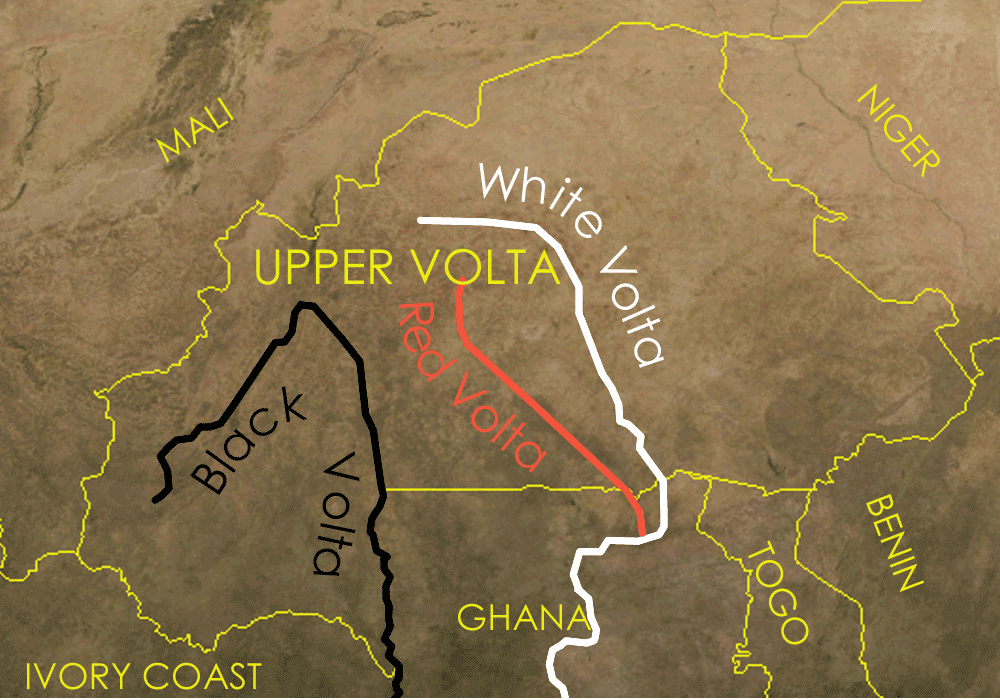
خريطة تبين نهر فولتا في فولتا العليا.

جاء توماس سانكارا إلى السلطة من خلال الجيش بانقلاب في 4 أغسطس 1983. وبعد الانقلاب، قام بتشكيل المجلس الوطني للثورة (CNR)، مع تعيين نفسه رئيسا للبلاد. غيرت البلاد اسمها تحت إشراف سانكارا في 4 أغسطس 1984، من فولتا العليا إلى بوركينا فاسو، والتي تعني حرفياً «أرض الناس العفيفين» بلغتي موسي وديولا. يُشير اسم فولتا العليا إلى أن البلد يضم الجزء العلوي من نهر فولتا. وينقسم النهر إلى ثلاثة أجزاء وهي فولتا الأسود، فولتا الأبيض، و فولتا الأحمر، التي تشكل ألوان العلم الوطني المقابلة لأجزاء من النهر.

## أعلام
- عمر بارو
- روميو كامبو
- دريسا تو
- لاسينا باريه
- صونيلا ساجنون